# 2012-es WEC Spái 6 órás verseny
| Pályarajz | Pályarajz                   | Pályarajz                                  |
| --------- | --------------------------- | ------------------------------------------ |
|           |                             |                                            |
| Győztesek |                             |                                            |
| Kategória | Csapat                      | Versenyzők                                 |
| LMP1      | #3 Audi Sport Team Joest    | Romain Dumas Loïc Duval Marc Gené          |
| LMP2      | #38 Jota                    | Sam Hancock Simon Dolan                    |
| LMGTE Pro | #77 Team Felbermayr-Proton  | Marc Lieb Richard Lietz                    |
| LMGTE Am  | #67 IMSA Performance Matmut | Anthony Pons Nicolas Armindo Raymond Narac |

A 2012-es WEC Spái 6 órás verseny a Hosszútávú-világbajnokság 2012-es szezonjának második futama volt, amelyet május 4. és május 5. között tartottak meg a Circuit de Spa-Francorchamps versenypályán. A fordulót Romain Dumas, Loïc Duval és Marc Gené triója nyerte meg, akik a hibridhajtású Audi Sport Team Joest csapatának versenyautóját vezették.

## Időmérő
A kategóriák leggyorsabb versenyzői vastaggal vannak kiemelve.
| Poz. | Kategória | Csapat                           | Átlagidő   | Különbség | Rajthely |
| ---- | --------- | -------------------------------- | ---------- | --------- | -------- |
| 1.   | LMP1      | #2 Audi Sport Team Joest         | 2:01,579   |           | 1        |
| 2.   | LMP1      | #4 Audi Sport Team North America | 2:02,093   | +0,514    | 2        |
| 3.   | LMP1      | #1 Audi Sport Team Joest         | 2:02,232   | +0,653    | 3        |
| 4.   | LMP1      | #3 Audi Sport Team Joest         | 2:02,705   | +1,126    | 4        |
| 5.   | LMP1      | #12 Rebellion Racing             | 2:04.234   | +2,655    | 5        |
| 6.   | LMP1      | #21 Strakka Racing               | 2:04,636   | +3,057    | 6        |
| 7.   | LMP1      | #13 Rebellion Racing             | 2:05,078   | +3,499    | 7        |
| 8.   | LMP1      | #22 JRM                          | 2:06,946   | +5,367    | 8        |
| 9.   | LMP1      | #17 Pescarolo Team               | 2:06,954   | +5,375    | 9        |
| 10.  | LMP1      | #15 OAK Racing                   | 2:07,504   | +5,925    | 10       |
| 11.  | LMP2      | #25 ADR-Delta                    | 2:09,302   | +7,723    | 11       |
| 12.  | LMP2      | #32 Lotus                        | 2:09,343   | +7,764    | 12       |
| 13.  | LMP2      | #38 Jota                         | 2:09,634   | +8,055    | 13       |
| 14.  | LMP2      | #24 OAK Racing                   | 2:09,656   | +8,077    | 14       |
| 15.  | LMP2      | #31 Lotus                        | 2:09,833   | +8,254    | 15       |
| 16.  | LMP2      | #49 Pecom Racing                 | 2:09,965   | +8,386    | 16       |
| 17.  | LMP2      | #41 Greaves Motorsport           | 2:10,656   | +9,077    | 17       |
| 18.  | LMP2      | #35 OAK Racing                   | 2:10,875   | +9,296    | 18       |
| 19.  | LMP2      | #45 Boutsen Ginion Racing        | 2:11,052   | +9,473    | 19       |
| 20.  | LMP2      | #44 Starworks Motorsport         | 2:11,185   | +9,606    | 20       |
| 21.  | LMP2      | #48 Murphy Prototypes            | 2:11,266   | +9,687    | 21       |
| 22.  | LMP2      | #26 Signatech Nissan             | 2:11,520   | +9,941    | 22       |
| 23.  | LMP2      | #40 Race Performance             | 2:11,667   | +10,088   | 23       |
| 24.  | LMP2      | #23 Signatech Nissan             | 2:12,078   | +10,499   | 24       |
| 25.  | LMP2      | #28 Gulf Racing Middle East      | 2:14,297   | +12,718   | 25       |
| 26.  | LMP2      | #29 Gulf Racing Middle East      | 2:15,537   | +13,958   | 26       |
| 27.  | LMP2      | #43 Extrime Limite ARIC          | 2:17,810   | +16,231   | 27       |
| 28.  | LMGTE Pro | #59 Luxury Racing                | 2:19,770   | +18,191   | 28       |
| 29.  | LMGTE Pro | #51 AF Corse                     | 2:20,143   | +18,564   | 29       |
| 30.  | LMGTE Pro | #97 Aston Martin Racing          | 2:20,227   | +18,648   | 30       |
| 31.  | LMGTE Pro | #77 Team Felbermayr-Proton       | 2:20,251   | +18,672   | 31       |
| 32.  | LMGTE Pro | #71 AF Corse                     | 2:20,885   | +19,306   | 32       |
| 33.  | LMGTE Am  | #67 IMSA Performance Matmut      | 2:21,640   | +20,061   | 33       |
| 34.  | LMGTE Am  | #81 AF Corse                     | 2:21,975   | +20,396   | 34       |
| 35.  | LMGTE Am  | #58 Luxury Racing                | 2:22,062   | +20,483   | 35       |
| 36.  | LMGTE Am  | #50 Larbre Compétition           | 2:22,534   | +20,955   | 36       |
| 37.  | LMGTE Am  | #70 Larbre Compétition           | 2:22,542   | +20,963   | 37       |
| 38.  | LMGTE Am  | #61 AF Corse-Waltrip             | 2:23,116   | +21,537   | 38       |
| 39.  | LMGTE Am  | #55 JWA-Avila                    | 2:24,035   | +22,456   | 39       |
| 40.  | LMGTE Am  | #88 Team Felbermayr-Proton       | 2:25,358   | +23,779   | 40       |
| 41.  | LMGTE Am  | #57 Krohn Racing                 | 2:26,763   | +25,184   | 41       |
| 42.  | LMP2      | #30 Status GP                    | idő nélkül |           | —        |

## Verseny
A résztvevőknek legalább a versenytáv 70%-át (112 kört) teljesíteniük kellett ahhoz, hogy az elért eredményüket értékeljék. A kategóriák leggyorsabb versenyzői vastaggal vannak kiemelve.
| Helyezés | Kategória | #  | Csapat                   | Versenyzők                                           | Kasztni                                 | Gumi | Kör | Idő/Hátrány/Kiesés |
| Helyezés | Kategória | #  | Csapat                   | Versenyzők                                           | Motor                                   | Gumi | Kör | Idő/Hátrány/Kiesés |
| -------- | --------- | -- | ------------------------ | ---------------------------------------------------- | --------------------------------------- | ---- | --- | ------------------ |
| 1.       | LMP1      | 3  | Audi Sport Team Joest    | Romain Dumas Loïc Duval Marc Gené                    | Audi R18 ultra                          | M    | 160 | 6:00:22,708        |
| 1.       | LMP1      | 3  | Audi Sport Team Joest    | Romain Dumas Loïc Duval Marc Gené                    | Audi TDI 3.7 L Turbo V6 (Hybrid Diesel) | M    | 160 | 6:00:22,708        |
| 2.       | LMP1      | 1  | Audi Sport Team Joest    | André Lotterer Marcel Fässler Benoît Tréluyer        | Audi R18 e-tron quattro                 | M    | 160 | +46,801            |
| 2.       | LMP1      | 1  | Audi Sport Team Joest    | André Lotterer Marcel Fässler Benoît Tréluyer        | Audi TDI 3.7 L Turbo V6 (Hybrid Diesel) | M    | 160 | +46,801            |
| 3.       | LMP1      | 4  | Audi Sport North America | Oliver Jarvis Marco Bonanomi                         | Audi R18 ultra                          | M    | 159 | +1 kör             |
| 3.       | LMP1      | 4  | Audi Sport North America | Oliver Jarvis Marco Bonanomi                         | Audi TDI 3.7 L Turbo V6 (Hybrid Diesel) | M    | 159 | +1 kör             |
| 4.       | LMP1      | 2  | Audi Sport Team Joest    | Allan McNish Tom Kristensen Rinaldo Capello          | Audi R18 e-tron quattro                 | M    | 159 | +1 kör             |
| 4.       | LMP1      | 2  | Audi Sport Team Joest    | Allan McNish Tom Kristensen Rinaldo Capello          | Audi TDI 3.7 L Turbo V6 (Hybrid Diesel) | M    | 159 | +1 kör             |
| 5.       | LMP1      | 12 | Rebellion Racing         | Nicolas Prost Neel Jani Nick Heidfeld                | Lola B12/60                             | M    | 156 | +4 kör             |
| 5.       | LMP1      | 12 | Rebellion Racing         | Nicolas Prost Neel Jani Nick Heidfeld                | Toyota RV8KLM 3.4 L V8                  | M    | 156 | +4 kör             |
| 6.       | LMP1      | 13 | Rebellion Racing         | Andrea Belicchi Harold Primat                        | Lola B12/60                             | M    | 155 | +5 kör             |
| 6.       | LMP1      | 13 | Rebellion Racing         | Andrea Belicchi Harold Primat                        | Toyota RV8KLM 3.4 L V8                  | M    | 155 | +5 kör             |
| 7.       | LMP1      | 21 | Strakka Racing           | Nick Leventis Jonny Kane Danny Watts                 | HPD ARX-03a                             | M    | 154 | +6 kör             |
| 7.       | LMP1      | 21 | Strakka Racing           | Nick Leventis Jonny Kane Danny Watts                 | Honda LM-V8 3.4 L V8                    | M    | 154 | +6 kör             |
| 8.       | LMP2      | 38 | Jota                     | Sam Hancock Simon Dolan                              | Zytek Z11SN                             | D    | 151 | +9 kör             |
| 8.       | LMP2      | 38 | Jota                     | Sam Hancock Simon Dolan                              | Nissan VK45DE 4.5 L V8                  | D    | 151 | +9 kör             |
| 9.       | LMP2      | 25 | ADR-Delta                | John Martin Robbie Kerr Tor Graves                   | Oreca 03                                | D    | 151 | +9 kör             |
| 9.       | LMP2      | 25 | ADR-Delta                | John Martin Robbie Kerr Tor Graves                   | Nissan VK45DE 4.5 L V8                  | D    | 151 | +9 kör             |
| 10.      | LMP2      | 48 | Murphy Prototypes        | Warren Hughes Jody Firth Brendon Hartley             | Oreca 03                                | D    | 151 | +9 kör             |
| 10.      | LMP2      | 48 | Murphy Prototypes        | Warren Hughes Jody Firth Brendon Hartley             | Nissan VK45DE 4.5 L V8                  | D    | 151 | +9 kör             |
| 11.      | LMP2      | 35 | OAK Racing               | David Heinemeier Hansson Bas Leinders                | Morgan LMP2                             | D    | 150 | +10 kör            |
| 11.      | LMP2      | 35 | OAK Racing               | David Heinemeier Hansson Bas Leinders                | Judd HK 3.6 L V8                        | D    | 150 | +10 kör            |
| 12.      | LMP1      | 22 | JRM                      | Peter Dumbreck David Brabham Karun Chandhok          | HPD ARX-03a                             | M    | 150 | +10 kör            |
| 12.      | LMP1      | 22 | JRM                      | Peter Dumbreck David Brabham Karun Chandhok          | Honda LM-V8 3.4 L V8                    | M    | 150 | +10 kör            |
| 13.      | LMP2      | 45 | Boutsen Ginion Racing    | Bastien Brière Jack Clarke Jens Petersen             | Oreca 03                                | D    | 149 | +11 kör            |
| 13.      | LMP2      | 45 | Boutsen Ginion Racing    | Bastien Brière Jack Clarke Jens Petersen             | Nissan VK45DE 4.5 L V8                  | D    | 149 | +11 kör            |
| 14.      | LMP2      | 28 | Gulf Racing Middle East  | Fabien Giroix Maxime Jousse Stefan Johansson         | Lola B12/80                             | D    | 148 | +12 kör            |
| 14.      | LMP2      | 28 | Gulf Racing Middle East  | Fabien Giroix Maxime Jousse Stefan Johansson         | Nissan VK45DE 4.5 L V8                  | D    | 148 | +12 kör            |
| 15.      | LMP1      | 17 | Pescarolo Team           | Nicolas Minassian Sébastien Bourdais                 | Dome S102.5                             | M    | 147 | +13 kör            |
| 15.      | LMP1      | 17 | Pescarolo Team           | Nicolas Minassian Sébastien Bourdais                 | Judd DB 3.4 L V8                        | M    | 147 | +13 kör            |
| 16.      | LMP2      | 41 | Greaves Motorsport       | Christian Zugel Ricardo González Elton Julian        | Zytek Z11SN                             | D    | 147 | +13 kör            |
| 16.      | LMP2      | 41 | Greaves Motorsport       | Christian Zugel Ricardo González Elton Julian        | Nissan VK45DE 4.5 L V8                  | D    | 147 | +13 kör            |
| 17.      | LMP2      | 24 | OAK Racing               | Jacques Nicolet Olivier Pla Matthieu Lahaye          | Morgan LMP2                             | D    | 144 | +16 kör            |
| 17.      | LMP2      | 24 | OAK Racing               | Jacques Nicolet Olivier Pla Matthieu Lahaye          | Judd HK 3.6 L V8                        | D    | 144 | +16 kör            |
| 18.      | LMGTE Pro | 77 | Team Felbermayr-Proton   | Marc Lieb Richard Lietz                              | Porsche 997 GT3-RSR                     | M    | 144 | +16 kör            |
| 18.      | LMGTE Pro | 77 | Team Felbermayr-Proton   | Marc Lieb Richard Lietz                              | Porsche 4.0 L Flat-6                    | M    | 144 | +16 kör            |
| 19.      | LMGTE Pro | 51 | AF Corse                 | Giancarlo Fisichella Gianmaria Bruni                 | Ferrari 458 Italia GT2                  | M    | 144 | +16 kör            |
| 19.      | LMGTE Pro | 51 | AF Corse                 | Giancarlo Fisichella Gianmaria Bruni                 | Ferrari 4.5 L V8                        | M    | 144 | +16 kör            |
| 20.      | LMGTE Pro | 59 | Luxury Racing            | Frédéric Makowiecki Jaime Melo                       | Ferrari 458 Italia GT2                  | M    | 143 | +17 kör            |
| 20.      | LMGTE Pro | 59 | Luxury Racing            | Frédéric Makowiecki Jaime Melo                       | Ferrari 4.5 L V8                        | M    | 143 | +17 kör            |
| 21.      | LMGTE Pro | 71 | AF Corse                 | Andrea Bertolini Olivier Beretta                     | Ferrari 458 Italia GT2                  | M    | 141 | +19 kör            |
| 21.      | LMGTE Pro | 71 | AF Corse                 | Andrea Bertolini Olivier Beretta                     | Ferrari 4.5 L V8                        | M    | 141 | +19 kör            |
| 22.      | LMGTE Am  | 67 | IMSA Performance Matmut  | Anthony Pons Nicolas Armindo Raymond Narac           | Porsche 997 GT3-RSR                     | M    | 139 | +21 kör            |
| 22.      | LMGTE Am  | 67 | IMSA Performance Matmut  | Anthony Pons Nicolas Armindo Raymond Narac           | Porsche 4.0 L Flat-6                    | M    | 139 | +21 kör            |
| 23.      | LMP2      | 29 | Gulf Racing Middle East  | Ihara Keiko Jean-Denis Délétraz                      | Lola B12/80                             | D    | 139 | +21 kör            |
| 23.      | LMP2      | 29 | Gulf Racing Middle East  | Ihara Keiko Jean-Denis Délétraz                      | Nissan VK45DE 4.5 L V8                  | D    | 139 | +21 kör            |
| 24.      | LMGTE Am  | 88 | Team Felbermayr-Proton   | Christian Ried Gianluca Roda Paolo Ruberti           | Porsche 997 GT3-RSR                     | M    | 139 | +21 kör            |
| 24.      | LMGTE Am  | 88 | Team Felbermayr-Proton   | Christian Ried Gianluca Roda Paolo Ruberti           | Porsche 4.0 L Flat-6                    | M    | 139 | +21 kör            |
| 25.      | LMP2      | 49 | Pecom Racing             | Luís Pérez Companc Soheil Ayari Pierre Kaffer        | Oreca 03                                | D    | 139 | +21 kör            |
| 25.      | LMP2      | 49 | Pecom Racing             | Luís Pérez Companc Soheil Ayari Pierre Kaffer        | Nissan VK45DE 4.5 L V8                  | D    | 139 | +21 kör            |
| 26.      | LMGTE Am  | 81 | AF Corse                 | Piergiuseppe Perazzini Marco Cioci Matt Griffin      | Ferrari 458 Italia GT2                  | M    | 138 | +22 kör            |
| 26.      | LMGTE Am  | 81 | AF Corse                 | Piergiuseppe Perazzini Marco Cioci Matt Griffin      | Ferrari 4.5 L V8                        | M    | 138 | +22 kör            |
| 27.      | LMGTE Am  | 50 | Larbre Compétition       | Patrick Bornhauser Julien Canal Fernando Rees        | Chevrolet Corvette C6.R                 | M    | 137 | +23 kör            |
| 27.      | LMGTE Am  | 50 | Larbre Compétition       | Patrick Bornhauser Julien Canal Fernando Rees        | Corvette 5.5 L V8                       | M    | 137 | +23 kör            |
| 28.      | LMGTE Am  | 58 | Luxury Racing            | Pierre Ehret Frankie Montecalvo Gunnar Jeannette     | Ferrari 458 Italia GT2                  | M    | 137 | +23 kör            |
| 28.      | LMGTE Am  | 58 | Luxury Racing            | Pierre Ehret Frankie Montecalvo Gunnar Jeannette     | Ferrari 4.5 L V8                        | M    | 137 | +23 kör            |
| 29.      | LMP2      | 32 | Lotus                    | Luca Moro Kevin Weeda James Rossiter                 | Lola B12/80                             | D    | 137 | +23 kör            |
| 29.      | LMP2      | 32 | Lotus                    | Luca Moro Kevin Weeda James Rossiter                 | Lotus 3.6 L V8                          | D    | 137 | +23 kör            |
| 30.      | LMP2      | 26 | Signatech-Nissan         | Pierre Ragues Nelson Panciatici Roman Ruszinov       | Oreca 03                                | D    | 136 | +24 kör            |
| 30.      | LMP2      | 26 | Signatech-Nissan         | Pierre Ragues Nelson Panciatici Roman Ruszinov       | Nissan VK45DE 4.5 L V8                  | D    | 136 | +24 kör            |
| 31.      | LMGTE Am  | 55 | JWA-Avila                | Paul Daniels Joël Camathias Markus Palttala          | Porsche 997 GT3-RSR                     | P    | 134 | +26 kör            |
| 31.      | LMGTE Am  | 55 | JWA-Avila                | Paul Daniels Joël Camathias Markus Palttala          | Porsche 4.0 L Flat-6                    | P    | 134 | +26 kör            |
| 32.      | LMGTE Am  | 57 | Krohn Racing             | Tracy Krohn Niclas Jönsson Michele Rugolo            | Ferrari 458 Italia GT2                  | D    | 129 | +31 kör            |
| 32.      | LMGTE Am  | 57 | Krohn Racing             | Tracy Krohn Niclas Jönsson Michele Rugolo            | Ferrari 4.5 L V8                        | D    | 129 | +31 kör            |
| 33.      | LMP2      | 23 | Signatech-Nissan         | Franck Mailleux Jordan Tresson Olivier Lombard       | Oreca 03                                | D    | 128 | +32 kör            |
| 33.      | LMP2      | 23 | Signatech-Nissan         | Franck Mailleux Jordan Tresson Olivier Lombard       | Nissan VK45DE 4.5 L V8                  | D    | 128 | +32 kör            |
| 34.      | LMP2      | 44 | Starworks Motorsport     | Ryan Dalziel Enzo Potolicchio Stéphane Sarrazin      | HPD ARX-03b                             | D    | 123 | +37 kör            |
| 34.      | LMP2      | 44 | Starworks Motorsport     | Ryan Dalziel Enzo Potolicchio Stéphane Sarrazin      | Honda HR28TT 2.8 L Turbo V6             | D    | 123 | +37 kör            |
| Ki       | LMP1      | 15 | OAK Racing               | Guillaume Moreau Dominik Kraihamer Bertrand Baguette | OAK Pescarolo 01                        | D    | 151 |                    |
| Ki       | LMP1      | 15 | OAK Racing               | Guillaume Moreau Dominik Kraihamer Bertrand Baguette | Judd DB 3.4 L V8                        | D    | 151 |                    |
| Ki       | LMP2      | 31 | Lotus                    | Thomas Holzer Mirco Schultis Renger van der Zande    | Lola B12/80                             | D    | 124 |                    |
| Ki       | LMP2      | 31 | Lotus                    | Thomas Holzer Mirco Schultis Renger van der Zande    | Lotus 3.6 L V8                          | D    | 124 |                    |
| Ki       | LMP2      | 43 | Extrême Limite ARIC      | Philippe Haezebrouck Philippe Thirion                | Norma M200P                             | D    | 83  |                    |
| Ki       | LMP2      | 43 | Extrême Limite ARIC      | Philippe Haezebrouck Philippe Thirion                | Judd HK 3.6 L V8                        | D    | 83  |                    |
| Ki       | LMP2      | 40 | Race Performance         | Michel Frey Jonathan Hirschi Ralph Meichtry          | Oreca 03                                | D    | 45  |                    |
| Ki       | LMP2      | 40 | Race Performance         | Michel Frey Jonathan Hirschi Ralph Meichtry          | Judd HK 3.6 L V8                        | D    | 45  |                    |
| Ki       | LMGTE Am  | 70 | Larbre Compétition       | Christophe Bourret Jean-Philippe Belloc              | Chevrolet Corvette C6.R                 | M    | 39  |                    |
| Ki       | LMGTE Am  | 70 | Larbre Compétition       | Christophe Bourret Jean-Philippe Belloc              | Corvette 5.5 L V8                       | M    | 39  |                    |
| Ki       | LMGTE Pro | 97 | Aston Martin Racing      | Stefan Mücke Adrián Fernández Darren Turner          | Aston Martin Vantage GTE                | M    | 11  |                    |
| Ki       | LMGTE Pro | 97 | Aston Martin Racing      | Stefan Mücke Adrián Fernández Darren Turner          | Aston Martin 4.5 L V8                   | M    | 11  |                    |
| Ni       | LMGTE Am  | 61 | AF Corse-Waltrip         | Robert Kauffman Brian Vickers Rui Águas              | Ferrari 458 Italia GT2                  | M    | –   |                    |
| Ni       | LMGTE Am  | 61 | AF Corse-Waltrip         | Robert Kauffman Brian Vickers Rui Águas              | Ferrari 4.5 L V8                        | M    | –   |                    |
| Ni       | LMP2      | 30 | Status GP                | Alexander Sims Yelmer Buurman Romain Iannetta        | Lola B12/80                             | D    | –   |                    |
| Ni       | LMP2      | 30 | Status GP                | Alexander Sims Yelmer Buurman Romain Iannetta        | Judd HK 3.6 L V8                        | D    | –   |                    |

## A világbajnokság állása a versenyt követően
LMP1 versenyzők (Teljes táblázat)
| H  | Versenyzők                                    | Pont | H  | Konstruktőrök | Pont |
| -- | --------------------------------------------- | ---- | -- | ------------- | ---- |
| 1. | Romain Dumas Loïc Duval                       | 43   | 1. | Audi          | 52   |
| 2. | Allan McNish Tom Kristensen Rinaldo Capello   | 41   | 2. | '             |      |
| 3. | Marc Gené                                     | 25   | 3. | '             |      |
| 4. | André Lotterer Marcel Fässler Benoît Tréluyer | 19,5 |    |               |      |
| 5. | Timo Bernhard                                 | 18   |    |               |      |

GT (Teljes táblázat)
| H  | Konstruktőrök      | Pont |
| -- | ------------------ | ---- |
| 1. | Porsche            | 68   |
| 2. | Ferrari            | 67   |
| 3. | Chevrolet Corvette | 30   |

LMP1-kupa (Teljes táblázat)
| H  | Konstruktőrök    | Pont |
| -- | ---------------- | ---- |
| 1. | Rebellion Racing | 37   |
| 2. | Strakka Racing   | 33   |
| 3. | JRM              | 27   |
| 4. | Pescarolo Team   | 25   |
| 5. | OAK Racing       | 8    |

LMP2 (Teljes táblázat)
| H  | Konstruktőrök           | Pont |
| -- | ----------------------- | ---- |
| 1. | ADR-Delta               | 36   |
| 2. | OAK Racing              | 31   |
| 3. | Starworks Motorsports   | 29   |
| 4. | Greaves Motorsport      | 27   |
| 5. | Gulf Racing Middle East | 24   |

LMGTE Pro (Teljes táblázat)
| H  | Konstruktőrök          | Pont |
| -- | ---------------------- | ---- |
| 1. | AF Corse               | 43   |
| 2. | Team Felbermayr-Proton | 43   |
| 3. | Luxury Racing          | 16   |
| 4. | Aston Martin Racing    | 15   |

LMGTE Am (Teljes táblázat)
| H  | Konstruktőrök          | Pont |
| -- | ---------------------- | ---- |
| 1. | Team Felbermayr-Proton | 50   |
| 2. | Larbre Competition     | 36   |
| 3. | Krohn Racing           | 20   |
| 4. | JWA-Avila              | 20   |
| 5. | Luxury Racing          | 17   |